# Yamana Sōzen
Yamana Sōzen (山名宗全 (Sơn Danh Tông Toàn) 1404-1473), hay ban đầu là Yamana Mochitoyo (山名持豊 (Sơn Danh Trì Phong)) trước khi đi tu. Vì nước da màu đỏ của mình, ông đôi khi còn được gọi là Xích nhập đạo (赤入道). Ông là một trong các đại danh chiến đấu chống lại Hosokawa Katsumoto trong cuộc Chiến tranh Onin ở Kyoto.
Gia đình Yamana đã phải chịu nhiều thất bại, trong khi gia đình Hosokawa là một trong 3 gia đình chiếm giữ vị trí Kanrei, Phó Shogun. Do đó, Yamana Sōzen bất bình với sự giàu có và quyền lực của Hosokawa Katsumoto. Không muốn công khai gây chiến cho đến khi chắc chắn về sức mạnh của mình, Yamana chọn việc can thiệp vào các cuộc tranh chấp về quyền thừa kế và các sự vụ chính trị khác, cản trờ kế hoạch và tham vọng của Hosokawa, và dần tạo dựng liên minh cho mình.
Năm 1464, tranh cãi thừa kế xảy ra ở ngay trong chính Mạc phủ. Shogun Ashikaga Yoshimasa, thực tế đã nghỉ hưu. Hosokawa ủng hộ người anh em của Shogun, Ashikaga Yoshimi làm người kế vị, và vì vậy Yamana chọn ủng hộ Ashikaga Yoshihisa, đứa con thơ của Shogun. Năm 1466, hai bên đã dành vài năm để tập hợp lực lượng, cả Yamana và Hosokawa đều sẵn sàng chiến đấu, và xung đột bắt đầu bùng nổ.
Năm 1467, năm Ōnin thứ nhất theo cách tính của người Nhật, cả hai người bắt đầu chuẩn bị nghiêm túc hơn cho trận chiến sắp tới; họ lập ra các căn cứ mật và lên kế hoạch về chiến tranh đường phố. Yamana đưa Yoshimi đến dinh thự của Shogun, nơi Hosokawa, vốn ủng hộ Yoshimi lên ngôi Shogun, không thể giải thoát được cho ông. Ông về cơ bản, đã là một con tin.
Thấy rằng chiến tranh ở kinh đô sẽ mở rộng ra các tỉnh, Shogun tuyên bố rằng người đầu tiên thực hiện cuộc tấn công trong thành phố sẽ bị gán vào hàng phản tặc chống lại Shogun, và là kẻ thù của quốc gia. Do đó, trong vài tháng, giao tranh ít diễn ra, cả hai bên đều không có hành động gì. Cuối cùng, vào tháng 3 năm 1467, nhà của một quan lại nhà Hosokawa bị lửa thiêu rụi. Sau vài cuộc tấn công nhỏ và động thái chính trị, vào tháng 5, Hosokawa tấn công dinh thự của một vị tướng nhà Yamana. Tuy nhiên, Yamana, chứ không phải Hosokawa bị gán tội phản tặc, kẻ thù của quốc gia. Một vài thuộc hạ của Yamana bỏ đi, gia nhập phe Hosokawa đang nắm chính nghĩa trong tay, nhưng họ chủ yếu bỏ đi vì các hành động của sứ thần nhà Hosokawa ở các tỉnh nơi Yamana và các đồng minh của ông trưng binh.
Cho đến đầu năm mới 1468, gần một năm kể từ khi chiến sự bắt đầu, chiến sự giảm dần. Năm đó, hai quân đội chủ yếu chạm trán nhỏ và xuất kích hạn chế, cả hai đều muốn tái thiết lại và hành động chỉ mang tính chất phòng thủ. Cả hai bên đều dành vài năm sau cho các cuộc xung đột chính trị chứ không phải quân sự, vào năm 1469, Shogun chọn con trai Yoshihisa làm người kế vị. Nhưng Hosokawa đã kiệt sức vì chiến tranh, và mong muốn hòa bình. Hòa bình được thiết lập, vài năm sau đó, năm 1473, cả Hosokawa và Yamana đều qua đời.